# Modern képmesék
A Modern képmesék a Magyar Televízió (MTV) saját készítésű ismeretterjesztő, közérdekű témákat feldolgozó animációs sorozata. A sorozat mintegy 160 millió forintjába került a magyar államnak.

## Témája
Az epizódok többnyire közérdekű problémákat dolgoznak fel: oktatás, környezetvédelem, kultúra, politika, adózás. Minden epizódot más alkotócsoport készített, de a részek mindegyike modern vizuális technológiát vonultat fel. 80 epizódot terveztek, de végül csak 76 készült el; az MTV 2008. január 2-ától április 24-ig sugározta őket, a legújabb részt minden hétköznap az esti híradó előtt, késő este pedig a tegnapi ismétlése látható. Minden rész három perces terjedelemmel bír, hangvétele nemegyszer provokatív, de epizódoktól függően gyakran humoros, vagy adatokat felvonultató.

## Készítők
Az animációs sorozat produkciós vezetője a Maestro című animációs filmjéért Oscar-díjra jelölt M. Tóth Géza. A narrátor Kálloy Molnár Péter színész. Az epizódok szövegét Tóta W. Árpád írta. 50 grafikus, rendező és animátor dolgozik még a produkcióban. dr. Tétényi Tamás a szakértői munkákért, Part Attila a hangért, Keresztes Zoltán a főcímért, Flóri Anna pedig az internetes anyagokért felel. ifj. Péchy György az animációs, míg Bajkó Norbert a televíziós gyártásvezető. A szerkesztői munkákat Schwajda Gergő hangolja össze.